# Heinrich Rose
Pour les articles homonymes, voir Rose.
Heinrich Rose (6 août 1795 à Berlin – 27 janvier 1864 à Berlin) est un minéralogiste et chimiste allemand, célèbre pour son travail en chimie analytique et pour avoir redécouvert le niobium.

## Biographie
Heinrich Rose est né dans une famille de savants et marchands de Brandebourg, frère du minéralogiste Gustav Rose. Après une formation de pharmacien, engagé volontaire dans l’armée prussienne, il vient à Paris en 1815. Durant ce séjour, il est en contact avec Vauquelin, Gay-Lussac, Biot et Berthollet. Rose est ensuite pharmacien à Jelgava où il fait la connaissance de Grotthuss qui le convainc d’étudier davantage la chimie. En 1819, il reçoit l’enseignement de Berzelius. En 1821, il est reçu docteur ès sciences à Kiel. En 1822, il est privat-dozent en chimie à l'université de Berlin. En 1822, il est qualifié pour l'industrie chimique. En 1823, il est nommé professeur adjoint, puis titulaire. En 1830, il est élu membre étranger de l’Académie royale des sciences de Suède. En 1832, il est nommé professeur extraordinaire, et il devient membre de l'Académie royale des sciences de Prusse, puis professeur de chimie à Berlin le 31 août 1835. La même année, il est nommé membre étranger de l'Académie bavaroise des sciences.
En 1845, Rose publie la découverte d’un métal inconnu qu’il pensait avoir trouvé dans de la tantalite de Bavière, et qu'il appela pélopium, qui s’avéra plus tard être un mélange de tantale et de niobium. En 1846, il démontre que le niobium et le tantale sont des substances différentes. Il confirme donc la découverte du niobium par Charles Hatchett en 1801 dans du minerai de colombite, qu’il avait baptisé colombium. Longtemps les États-Unis ont utilisé le nom colombium (symbole Cb), du district de Columbia où le minéral a été découvert. Bien que niobium soit le nom officiel, on trouve encore colombium dans diverses publications. Le tantale étant déjà connu, le nouvel élément similaire, le niobium, est nommé d’après Niobé, fille de Tantale. Après un siècle de controverse sur le nom, l'UICPA décide d'adopter officiellement le nom de niobium en 1950.
Le 31 mai 1861, il est promu à l'ordre prussien Pour le Mérite pour les sciences et les arts.
Il meurt de pneumonie en 1864. Sa tombe est située dans le cimetière de Sainte-Marie-et-Saint-Nicolas I dans le quartier berlinois de Prenzlauer Berg.

## Ouvrages
- Liste des publications d’Heinrich Rose.
- Traité complet de chimie analytique Analyse qualitative, Masson, Paris, 1859.
- Traité complet de chimie analytique Analyse quantitative. Masson, Paris, 1861.